# بني حرب (حزم العدين)

تعديل مصدري - تعديل

بني حرب هي إحدى قرى عزلة بني سليمان بمديرية حزم العدين التابعة لمحافظة إب، بلغ تعداد سكانها 131 نسمة حسب تعداد اليمن لعام 2004.